# BACnet
BACnet (em inglês Building Automation and Control NETworks) é um protocolo de comunicação de dados voltado para automação predial. Este protocolo foi definido primeiramente pela associação americana ASHRAE, tornando-se depois num protocolo padrão da ANSI e da ISO.